# Eadweard Muybridge
Eadweard Muybridge (pseudònim d'Edward James Muggeridge) va ser un fotògraf i investigador nascut a Kingston upon Thames (Anglaterra) el 9 d'abril de 1830. Va canviar el seu nom quan va emigrar als Estats Units l'any 1851, on modificà el seu nom a la forma anglosaxona del seu nom. Fou un dels pioners de la cronofotografia. Els seus treballs van canviar fonamentalment la percepció de la fotografia. És reconegut internacionalment pels seus estudis de moviment innovadors i la seva projecció d'imatges en moviment, que va ser la primera d'aquest tipus. Els seus èxits van influir enormement en molts aspectes de la cultura moderna, incloses les arts visuals, el cinema, l'animació i molts més.
La influència de Muybridge s'expandeix al desenvolupament de la indústria cinematogràfica en col·laboració amb l'invent dels Lumière.

## Noms
Edward James Muggeridge va néixer i es va criar a Anglaterra. Muggeridge va canviar el seu nom diverses vegades, començant per "Muggridge". De 1855 a 1865, va utilitzar principalment el cognom "Muygridge".
A partir de 1865, va utilitzar el cognom "Muybridge".
A més, va utilitzar el pseudònim Hèlios (Tità del sol) per a les seves primeres fotografies. També va utilitzar aquest com a nom del seu estudi i el va donar al seu únic fill, com a segon nom: Florado Helios Muybridge, nascut el 1874.
Mentre viatjava l'any 1875 en una expedició de fotografia a les nacions hispanoparlants d'Amèrica Central, el fotògraf va anunciar les seves obres sota el nom d'"Eduardo Santiago Muybridge" a Guatemala.
Després d'un viatge a Anglaterra el 1882, va canviar l'ortografia del seu primer nom a "Eadweard", la forma en Anglès Antic del seu nom. L'ortografia probablement es va derivar de l'ortografia del nom cristià del rei Eduard, tal com es mostra al sòcol de la Pedra de Coronació de Kingston, que havia estat reerigit el 1850 a la seva ciutat, a 100 metres de la casa familiar de la infància de Muybridge. Va utilitzar "Eadweard Muybridge" durant la resta de la seva vida professional.
Altres sovint escrivien malament el seu cognom com "Maybridge", "Moybridge" o "Mybridge". La seva làpida porta el seu nom com "Eadweard Maybridge".

## Biografia

### Primers treballs
Va emigrar als Estats Units, i arribà a San Francisco l'any 1855, on va començar treballant en l'enquadernació i venda de llibres. Més tard es va interessar en la fotografia i en una visita a Anglaterra que va realitzar el 1860 va aprendre sobre el procés de col·lodió humit (Una espècie de vernís que s'aplicava a les plaques i sobre aquest s'estenia l'emulsió química fotosensible). El 1867, sota el nom comercial d'Helios es va posar a la tasca de registrar l'escenari del llunyà oest amb la seva habitació fosca mòbil The Flying Studio. Va produir notables vistes estereoscòpiques i més tard panoràmiques, incloent sèries importants sobre la ciutat de San Francisco. Després va començar a treballar per al Coast and Geodetic Survey.

### L'experiment: «El cavall en moviment»

Cavall en moviment

El 1872, una polèmica enfrontava als afeccionats als cavalls de Califòrnia. Leland Stanford, ex governador de l'Estat i poderós president de la Central Pacific Railway, i un grup d'amics seus sostenien que hi havia un instant, durant el trot llarg o el galop, que el cavall no recolzava cap casc en el sòl. Un altre grup, del que formava part James Keene, president de la Borsa de San Francisco, afirmava el contrari. En aquesta època no es coneixia una manera de demostrar qui tenia raó, fins que Leland Stanford va idear un senzill experiment: Stanford va encarregar a Eadweard Muybridge, que tractés de captar amb la seva càmera el moviment del seu cavall de carreres Occident.
Sense molta confiança en el resultat, Muybridge es va prestar a fotografiar a Occident trotant a uns 35 km/h en l'hipòdrom de Sacramento. Va demanar als veïns de la zona que li prestessin molts llençols de color blanc i els va penjar entorn de la pista a manera de fons, sobre el qual destaqués la figura del cavall. Al maig de 1872, Muybridge va fotografiar el cavall Occident, però sense assolir bons resultats, perquè el procés del col·lodió humit exigiria diversos segons per a obtenir un bon resultat.
Muybridge va desistir durant un temps d'aquests experiments. Durant aquest temps, va deixar a la seva esposa, Flora, per a efectuar un viatge fotogràfic. En la seva absència, la seva esposa i el Major Harry Larkins van tenir una relació amorosa i aquesta va quedar embarassada. Quan Muybridge va descobrir que el nen no li pertanyia, va reptar a Larkins a un duel, on el va matar. Al febrer de 1875 va ser investigat per assassinat però va ser absolt pel jurat per l'atenuant d'homicidi justificat. Després d'aquest fet va realitzar un extens viatge per Amèrica Central i del Sud, on va fotografiar les construccions de les línies ferroviàries.
En tornar, va reprendre el seu treball sobre la fotografia d'acció, i a l'abril de 1873 va produir els seus millors negatius, en els quals va ser possible reconèixer la silueta d'un cavall. Aquesta sèrie de fotografies aclaria el misteri, mostrant les quatre potes del cavall per sobre del sòl, totes en el mateix instant de temps. No va tractar de prendre les fotografies amb una exposició correcta, car sabia que la silueta era suficient per a poder definir la qüestió. Els seus primers intents havien fallat perquè l'obturador manual era massa lent per a assolir un temps d'exposició tan breu com precisava. Així doncs, va inventar un obturador mecànic, consistent en dos parells de fulles de fusta que es lliscaven verticalment per les ranures d'un marc i deixaven al descobert una obertura de 20 centímetres, per la qual passava la llum. Amb aquest sistema s'assolia un temps d'exposició record d'1/500 de segon.

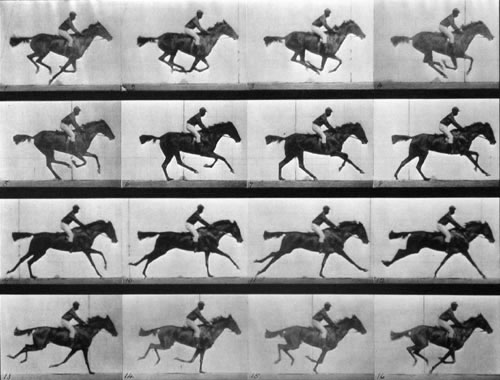
Cavall en moviment

Stanford, impressionat amb el resultat de l'experiment (conegut més tard sota el títol de "El Cavall en moviment"), va encarregar la recerca d'un estudi fotogràfic per a poder captar totes les fases successives del moviment d'un cavall. Els experiments es van reprendre en el reformat ranxo de Stanford durant l'estiu de 1878. Encara que amb una exposició lleugerament insuficient (a causa de les anteriorment esmentades dificultats tècniques de l'època), la sèrie de fotografies resultant mostrava clarament tots els moviments d'una euga de carreres de Kentucky anomenada Sally Gardner.
Muybridge va pintar els negatius perquè només es veiés la silueta de l'euga, les potes de la qual adoptaven posicions inconcebibles. El resultat va ser una seqüència de 12 fotografies que es va realitzar aproximadament en mig segon. Gràcies a aquest experiment Muybridge va idear una nova tècnica en la qual la pista per al motiu en moviment tenia una longitud d'uns 40 metres. En paral·lel a la pista hi havia una bateria fixa amb 24 càmeres fotogràfiques, i en ambdós extrems de la pista, col·locades en angles de 90° i de 60º, hi havia altres dues bateries de càmeres. En cada instant es disparaven sincrònicament tres càmeres, una de cada bateria. S'impressionaven plaques seques a una velocitat d'obturació graduable que podia regular-se des de diversos segons fins a l'altíssima velocitat d'1/6000 de segon, depenent de la velocitat del motiu a fotografiar.
En les primeres sèries els obturadors de les càmeres es disparaven pel trencament d'uns fils travessats al pas del cavall o altre animal que es trencaven al pas d'aquest, tancant contactes elèctrics que anaven activant cadascun dels obturadors. Però després Muybridge va inventar un temporitzador a força d'un tambor rotatori que girava d'acord amb la velocitat del motiu i que, en els instants adequats, enviava impulsos elèctrics a les càmeres.

### Zoopraxiscopi
A l'octubre de 1878, la revista Scientific American va publicar sis gravats fets sobre negatius ampliats de fotografies de Muybridge, on es veia a un cavall movent-se al pas i al trot. La revista proposava als seus lectors que retallessin les il·lustracions i les muntessin en un zoòtrop, un cilindre que produeix la il·lusió de moviment quan gira i les imatges s'observen a través d'una ranura lateral. L'efecte que s'aconsegueix es basa en la persistència retinal.
Quan l'ull humà veu una sèrie d'imatges similars i amb canvis continus que se succeïxen amb la suficient velocitat —deu o més imatges per segon— el cervell les interpreta com un moviment real, fent l'efecte d'un moviment continu. Ara bé, si les imatges no estiguessin separades unes d'unes altres, es veurien borroses. Després de llegir aquest article, Muybridge va pensar que es podrien millorar els resultats projectant les imatges sobre una pantalla i va inventar un aparell que utilitzava la llum per a projectar imatges seqüenciant-les mitjançant l'ús d'un disc de cristall, invent al que va batejar amb el nom de zoopraxiscopi. En el primer projector les imatges eren pintades en el cristall com siluetes. Una segona sèrie de discos, realitzats entre 1892 i 1894, feia servir dibuixos perfilats impresos en els discos fotogràficament i acolorits a mà. Algunes de les imatges animades eren molt complexes, incloent múltiples combinacions de seqüències de moviments d'animals i humans. En 1888, va mostrar les seves fotografies de cavalls a Thomas Alva Edison, a causa del fet que aquest, juntament amb William Kennedy Dickson eren els inventors del fonògraf per a suggerir-los la possibilitat de combinar ambdós invents per a mostrar imatges sonores. Encara que la idea mai es va dur a la pràctica, Edison si va emprar una sèrie de fotografies de cavalls en el seu kinetoscopi, aparell precursor del projector de cinema.

## El seu llegat científic
A causa dels seus èxits científics, Muybridge es va dedicar a registrar els moviments dels éssers humans i dels animals del zoològic de Filadèlfia. Les fotos resultants van ser publicades amb ajuda de la Universitat de Filadèlfia en 1887 en el llibre Animal Locomotion (Locomoció Animal), que ha continuat, fins i tot sent fins avui l'obra de referència bàsica sobre el moviment humà i animal. Va escriure també The Attitudes of Animals in Motion (Les postures dels animals en moviment, 1881) que juntament amb Animal Locomotion inclouen 100.000 planxes fotogràfiques.
Alguns dels seus últims treballs van ser publicats sota els títols Animals in Motion (Animals en moviment) i The Human Figure in Motion (La figura humana en moviment, 1901).
Va morir el dia 8 de maig de 1904. Les imatges dels 71 discos del seu zoopraxiscopi conegudes que han sobreviscut has estat reproduïdes en el llibre de l'any 2004 Eadweard Muybridge: The Kingston Museum Bequest (The Projection Box).
Segons una exposició a la Tate Britain, la seva influència ha canviat per sempre la nostra comprensió i interpretació del món, i es pot trobar en molts camps diversos, des de la pintura de Marcel Duchamp Nu descendint una escala i innombrables obres de Francis Bacon, fins a la pel·lícula de taquilla The Matrix i l'òpera de Philip Glass The Photographer.
- Sol LeWitt, un artista contemporani estatunidenc es va inspirar en les investigacions seriades de Muybridge. LeWitt fa homenatge al fotògraf explícitament a Muybridge I i III (1964).
- Diller Scofidio + Renfro van obtenir inspiració dels experiments fotogràfics de Muybridge i Étienne-Jules Marey per la dansa multimèdia en dues parts amb Charleroi/Danses i el Ballet d'Òpera de Lió.[20]
- Parlant de Étienne-Jules Marey, l'any 1882 va realitzar la seva primera sèrie de fotografies live-action amb una sola càmera utilitzant el mètode de la cronofotografia. Va influenciar i va ser influenciat pel treball de Muybridge.
- Thomas Eakins, un artista estatunidenc, va treballar i continuar amb els estudis de Muybridge i va incorporar les seves descobertes en el seu propi treball d'art.
- William Dickson és a qui és acreditat com a inventor de la càmera cinematogràfica el 1890.
- L'any 1891, Thomas Edison va desenvolupar les càmeres cinematografies, de les quals, posseeix les patents.
- Com s'ha mencionat abans, Marcel Duchamp, artista francès, va pintar Nu descendint una escala, No. 2, inspirada en la fotografia amb múltiples exposicions l’any 1912.
- El 1930, Harold Eugene Edgerton va ser pioner en la fotografia i pel·lícula estroboscòpica i d'alta velocitat, produint un curtmetratge guanyador d'un Oscar i moltes seqüències fotogràfiques sorprenents.
- Francis Bacon va pintar obres a partir de les fotografies de Muybridge.
- John Gaeta va utilitzar els principis de la fotografia de Muybridge per crear la tècnica slow-motion a l'escena de la bala per la pel·lícula de 1999 Matrix.[21]
- Steven Pippin, anomenat Young British Artist l’any 1999, va convertir una fila de rentadores de bugaderies en càmeres seqüencials a l'estil de Muybridge.
- L’any 2011, el coreògraf Wayne McGregor va col·laborar amb el compositor Mark-Anthony Turnage i l'artista Mark Wallinger en una peça titulada Undance, inspirada en els "verbs d'acció" de Muybridge.[22]

L'obra de Muybridge influencia especialment el cinema d'animació i va establir les bases pel cinema amb els seus experiments pioners amb imatges en moviment. Walt Disney va aprendre de les fotografies d'animals i persones en moviment de Muybridge. Disney va fer fotostats des de les pàgines de dos dels llibres de l'obra de Muybridge guardats a la Biblioteca de Kansas City en un intent d'obtenir fases d'acció per als seus primers personatges de dibuixos animats. Disney volia un moviment més natural i afirma que Muybridge "va resoldre trucs que no havien fet" en la dècada de 1920.
L'any 1987, CompuServe es va crear un nou format d'arxiu gràfic anomenant Graphics Interchange Format (GIF) que es pot considerar com un descendent tecnològic del zoopraxiscopi, ja que tècnicament és una il·lusió òptica creada amb la compressió d'una quantitat de imatges digitals que es van reproduint per segon i de manera infinita. Les dades d'aquestes només contenen entre 2 i 256 colors. Actualment, aquest tipus d'arxiu s'ha convertit en un mitjà expressiu i ha adquirit un paper important dins de les xarxes socials.
En els anys 90 del segle xx, el grup de música U2 va fer un videoclip per a la seva cançó Lemon que va suposar un tribut a les tècniques de Muybridge.
A més, Philip Glass va compondre The Photographer en el seu honor.
El dia 9 d'abril de 2012, Google creà un doodle animat amb motiu del 182è aniversari del seu naixement, on es mostra un mosaïc quadriculat amb els colors característics del logotip de la companyia i el dibuix d'un genet sobre el seu cavall. Al centre hi ha un botó de reproducció que permet posar-los en moviment continu i recrear el seu famós «Cavall en moviment».
L'any 2022 es va estrenar el film "Nope" del director Jordan Peele. En aquesta pel·lícula el llegat d'Eadweard Muybridge és referenciat en diverses ocasions.

## Exposicions i col·leccions
Muybridge va llegar una selecció del seu equip al Museu Kingston de Londres. Aquest inclou la seva llanternamàgical original, un projector de zoopraxiscopi, més de 2.000 diapositives de llanterna màgica i 67 discos de zoopraxiscopi. Els arxius de la Universitat de Pennsilvània a Filadèlfia, Pennsilvània, tenen una gran col·lecció de fotografies, equipament i correspondència de Muybridge. El Museu d'Art de Filadèlfia també conté una gran col·lecció de material de Muybridge, que inclou centenars d'impressions col·lotipades, internegatius de gelatina, positius de plaques de vidre, targetes de fenakistoscopi i equip de càmera, amb un total de poc menys de 800 objectes. Les Biblioteques de la Universitat Stanford i el Centre d'Arts Visuals Iris & B. Gerald Cantor de la Universitat Stanford també mantenen una gran col·lecció de fotografies de Muybridge, negatius de plaques de vidre i alguns equipaments que inclouen un zoopraxiscopi en bon estat.
El 1991, la Addison Gallery of American Art de la Phillips Academy d'Andover, Massachusetts, va acollir una gran exposició de l'obra de Muybridge, a més de les obres de molts altres artistes que havien estat influenciats per ell. L'exposició va viatjar més tard a altres llocs i també es va publicar un catàleg de l'exposició llarg com un llibre. La galeria Addison té fons importants de l'obra fotogràfica de Muybridge.
El 1993, el Canadian Centre for Architecture va presentar l'exposició Eadweard Muybridge and the Photographic Panorama of San Francisco, 1850-1880.
El 2000–2001, el Museu Nacional d'Història dels Estats Units de la Smithsonian Institution va presentar l'exposició Freeze Frame: Eadweard Muybridge's Photography of Motion, a més d'una exposició virtual en línia.
Del 10 d'abril al 18 de juliol de 2010, la Corcoran Gallery of Art de Washington, DC, va muntar una important retrospectiva de l'obra de Muybridge titulada Helios: Eadweard Muybridge in a Time of Change. L'exposició va rebre crítiques favorables de les principals publicacions com The New York Times. L'exposició va viatjar a la tardor de 2010 a la Tate Britain, Millbank, Londres i també va aparèixer al Museu d'Art Modern de San Francisco (SFMOMA).
Una exposició d'articles importants llegat per Muybridge al seu lloc de naixement de Kingston upon Thames, titulada Muybridge Revolutions, es va inaugurar al Museu de Kingston el 18 de setembre de 2010 (exactament un segle des de la primera exposició de Muybridge al Museu) i es va mantenir fins al 12 de febrer de 2011.  La col·lecció sencera la posseeix el Museu i Arxius.